# 陆答山
陆春光，字答山，道號福烨，江苏东台人:64，曾任道院下属五院之一的经院的统经掌籍。
据《黄埔军校第十二期同学录》，陆答山为黄埔军校第十二期学生陆龙甲的联系人，江苏泰县曲塘镇人，泰县今属江苏省南通市海安市。唐文治曾为其作《泰县陆答山先生墓志铭》。

## 备注
1. ↑  东台縣今为江苏省盐城市东台市